# سوسک‌های شاخک‌بلند رخ‌تخت
سوسک‌های شاخک‌بلند رخ‌تخت (نام علمی: Acalolepta) نام یک سرده از تیره سوسک‌های شاخک‌بلند است.